# 鹿草 (大字)
鹿草，原稱鹿仔草，是台灣嘉義縣鹿草鄉的一個傳統地域名稱，也是全鄉行政中心所在地，位於該鄉中部及北部。相較於今日行政區，其範圍大致包括下麻村西部凸出部分的西大半部、鹿東村不含東北部及東南端、後寮村西南部、鹿草村不含南端、西井村不含西南端及西部北側凸出部分、重寮村西北端、施家村西北端、豊稠村南半葉東部凸出部分及北半葉東南端。

## 歷史
台灣日治初期，鹿草地區為一街庄，稱為「鹿仔草庄」，隸屬於鹿仔草堡。該庄北與馬稠後庄、頂港仔墘庄、後藔庄為鄰，東與下半天庄、山仔腳庄為鄰，南邊為中藔庄、施厝藔庄，西邊為竹仔腳庄、海豐庄、新庄。
1901年（日治明治三十四年）11月，全台廢縣廳改設二十廳，該庄隸屬於嘉義廳。1903年（明治三十六年）6月，該庄編入「鹿仔草區」，隸屬於嘉義廳。1909年（明治四十二年）10月，合併二十廳為十二廳，鹿仔草區仍隸屬於嘉義廳。1920年（大正九年），全台地方制度大改正，廢十二廳改設五州二廳，該庄改制並雅化為「鹿草」大字，隸屬於臺南州東石郡鹿草庄。
戰後鹿草庄改制為鹿草鄉，隸屬於臺南縣，大字亦改制為村。1950年10月，雲、嘉、南分治，鹿草鄉改隸屬嘉義縣。

## 聚落
本地區發展較早的聚落有鹿仔草、鎮平等，在日治期初期的官方地圖上已有記載。

## 交通
- 省道台82線
- 縣道163號
- 縣道167號

## 廟宇
- 圓山宮